# Bella Vista (Boliwia)
Bella Vista – miasto w Boliwii, w departamencie Beni, w prowincji Itenez.